# Jon Martín
Jon Martín Vicente (San Sebastián, 23 aprile 2006) è un calciatore spagnolo, difensore della Real Sociedad.

## Caratteristiche tecniche
È un difensore centrale.

## Carriera

### Club
È cresciuto nel settore giovanile della Real Sociedad. Nel 2023 ha debuttato con la formazione C ed a partire dalla stagione 2023-2024 è stato promosso nella formazione B.
L'11 ottobre 2023 è stato inserito dal quotidiano britannico The Guardian nella lista dei migliori calciatori nati nel 2007 ed il 19 maggio 2024 ha debuttato in prima squadra nell'incontro di Primera División vinto 2-0 contro il Betis.

### Nazionale
Ha giocato con le nazionali giovanili spagnole Under-16, Under-17, Under-18 ed Under-19.

## Statistiche

### Presenze e reti nei club
Statistiche aggiornate al 14 gennaio 2025
| Stagione        | Squadra         | Campionato      | Campionato | Campionato | Coppe nazionali | Coppe nazionali | Coppe nazionali | Coppe continentali | Coppe continentali | Coppe continentali | Altre coppe | Altre coppe | Altre coppe | Totale | Totale | Totale |
| Stagione        | Squadra         | Comp            | Pres       | Reti       | Comp            | Pres            | Reti            | Comp               | Pres               | Reti               | Comp        | Pres        | Reti        | Pres   | Reti   |        |
| --------------- | --------------- | --------------- | ---------- | ---------- | --------------- | --------------- | --------------- | ------------------ | ------------------ | ------------------ | ----------- | ----------- | ----------- | ------ | ------ | ------ |
| 2022-2023       | Real Sociedad C | SF              | 3          | 0          | -               | -               | -               | -                  | -                  | -                  | -           | -           | -           | 3      | 0      |        |
| 2023-2024       | Real Sociedad B | PF              | 26         | 2          | -               | -               | -               | -                  | -                  | -                  | -           | -           | -           | 26     | 2      |        |
| 2024-2025       | Real Sociedad B | PF              | 1          | 0          | -               | -               | -               | -                  | -                  | -                  | -           | -           | -           | 1      | 0      |        |
| 2023-2024       | Real Sociedad   | PD              | 1          | 0          | CR              | 0               | 0               | -                  | -                  | -                  | -           | -           | -           | 1      | 0      |        |
| 2024-2025       | Real Sociedad   | PD              | 5          | 0          | CR              | 1               | 0               | UEL                | 3                  | 0                  | -           | -           | -           | 9      | 0      |        |
| Totale carriera | Totale carriera | Totale carriera | 36         | 2          |                 | 1               | 0               |                    | 3                  | 0                  |             | -           | -           | 40     | 2      |        |